# Pilosocereus bohlei

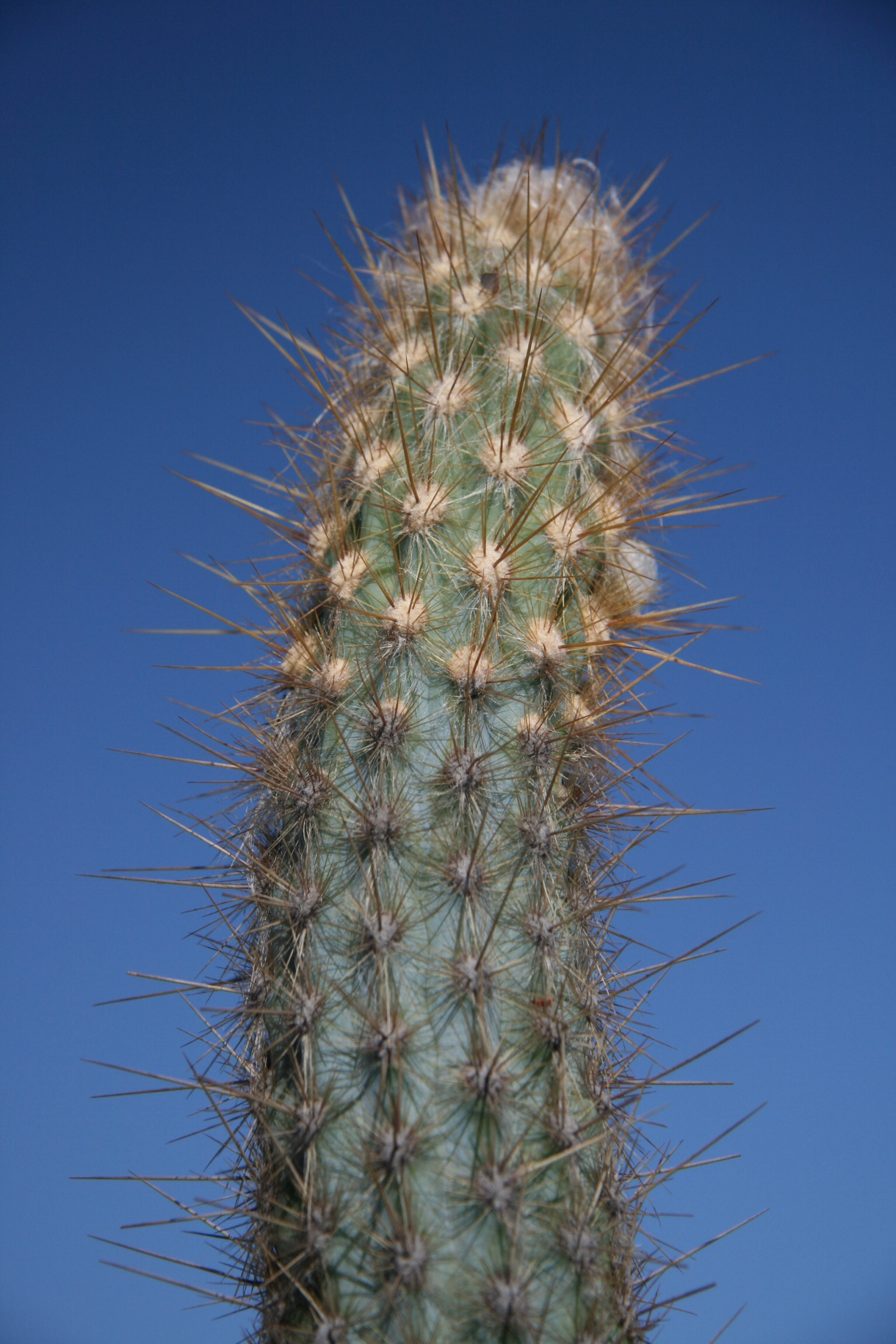
Pilosocereus bohlei

Pilosocereus bohlei ist eine Pflanzenart in der Gattung Pilosocereus aus der Familie der Kakteengewächse (Cactaceae). Das Artepitheton bohlei ehrt den deutschen Kakteenliebhaber und Mitentdecker Bernhard Bohle.

## Beschreibung
Pilosocereus bohlei wächst strauchig, verzweigt nur an der Basis und erreicht Wuchshöhen von bis zu 1,8 Metern. Die aufrechten bis bogig aufsteigenden, hell bläulich bis blaugrünlichen Triebe haben Durchmesser von bis zu 12 Zentimetern und sind an ihrer Basis keulenförmig verdickt. Es sind 9 bis 12 Rippen vorhanden. Die darauf befindlichen ovalen Areolen sind leicht erhaben. Aus ihnen entspringen einige bis zu 3 Zentimeter lange Haare. Die stechenden Dornen sind anfangs rot- bis hellbraun und werden später gelblich oder vergrauend bis schwarz. Es ist meist ein einzelner  Mitteldornen von bis zu 2,5 Zentimeter Länge vorhanden, der sich kaum von den Randdornen unterscheiden lässt. Die 30 bis 40 ausstrahlenden Randdornen sind bis zu 20 Millimeter lang. Ein blühfähiger Teil der Triebe ist deutlich ausgeprägt. Er umfasst auf einer Länge von bis zu 40 Zentimetern bis zu 7 Rippen. Aus den  blühfähigen Areolen entspringen weiße Haare von bis zu 7 Zentimeter Länge.
Die etwas abgebogenen, trichterförmigen, weißen Blüten sind an der Außenseite hellgrün. Sie sind bis zu 5,5 Zentimeter lang und weisen Durchmesser von bis zu 3,5 Zentimetern auf. Die grünlichen bis bläulich grünen, niedergedrückt kugelförmigen Früchte sind bis zu 3,5 Zentimeter lang, erreichen Durchmesser von bis zu 4 Zentimetern und enthalten ein weißes Fruchtfleisch.

## Verbreitung, Systematik und Gefährdung
Pilosocereus bohlei ist im Norden des brasilianischen Bundesstaates Bahia verbreitet.
Die Erstbeschreibung wurde 2001 von Andreas Hofacker veröffentlicht.
In der Roten Liste gefährdeter Arten der IUCN wird die Art als „Least Concern (LC)“, d. h. als nicht gefährdet geführt.

## Nachweise